# Psachonethes elbursanus
Psachonethes elbursanus là một loài chân đều trong họ Trichoniscidae. Loài này được Schmalfuss miêu tả khoa học năm 1986.